# Costentalina vemae
Costentalina vemae är en blötdjursart som beskrevs av Victor Scarabino 1986. Costentalina vemae ingår i släktet Costentalina och familjen Entalinidae. Inga underarter finns listade i Catalogue of Life.